# Kasteel Ridderborn

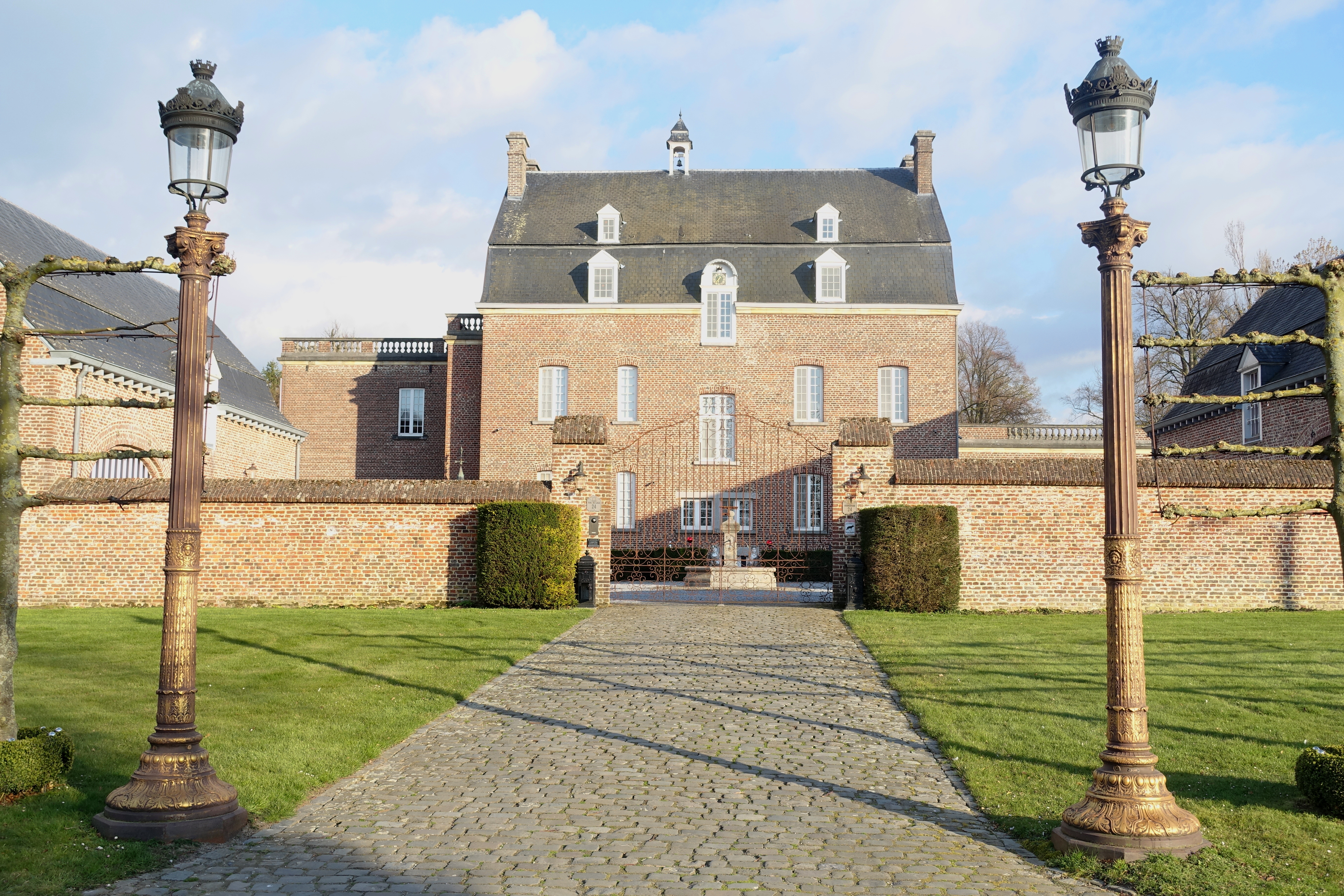
Kasteel Ridderborn, straatzijde (achterkant)

Kasteel Ridderborn is een kasteel te Vliermaalroot. Het is gelegen aan de Baron A. de Heuschstraat 24 en het bevond zich vanouds in moerassig gebied.
In 1361 werd het goed voor het eerst genoemd als Loons leen onder de naam Rendelborn, naar de toenmalige eigenaar. In 1846 sprak men van Château Rindel-Borne, wat rond 1900 verbasterd werd tot Ridderborn.
Het huidige gebouw stamt uit begin 19e eeuw en heeft neoclassicistische en empirestijl-elementen. Het oudste deel ervan wordt gevormd door een overwelfde kelder. De weg liep vroeger vóór het kasteel langs, en tegenwoordig langs de achterzijde van het kasteel.
Aan de voorzijde van het gebouw bevindt zich een Engelse tuin met een vijver en een bos. Hier vindt men ook een tweetal eiken, elk meer dan 250 jaar oud.